# Yraima Cordeiro
Yraima Cordeiro é professora no Departamento de Biotecnologia Farmacêutica da Universidade Federal do Rio de Janeiro (UFRJ). Formou-se inicialmente como Técnica em Biotecnologia pela Escola Técnica Federal de Química (IFRJ), e posteriormente concluiu a graduação em Ciências Biológicas pela Universidade Federal do Estado do Rio de Janeiro (UNIRIO) em 1999. Prosseguiu sua formação acadêmica na UFRJ, onde obteve seu doutorado e mestrado em Química Biológica.

## Reconhecimentos
Em 2006, Yraima recebeu o prêmio L'Oréal-UNESCO para mulheres na ciência na categoria "Ciências Biomédicas".